# Тимонин, Пётр Иванович
Пётр Иванович Тимонин (2 июля 1928, Бекетовка — 10 января 1997, Бекетовка, Ульяновская область) — советский передовик производства, бригадир тракторной бригады колхоза имени А. А. Жданова Вешкаймского района Ульяновской области. Герой Социалистического Труда (1971).

## Биография
Родился 2 июля (по другим данным - 21 июня) 1928 года в селе Бекетовка Вешкаймского района Ульяновской области в крестьянской семье.
С 1943 года в период Великой Отечественной войны П. И. Тимонин после окончания семи классов и стал работать рядовым колхозником в местном колхозе Вешкаймского района Ульяновской области. С 1944 года после прохождения обучения на курсах трактористов при Бекетовской машино-тракторной станции Вешкаймского района Ульяновской области начал работать трактористом-механизатором при этой машино-тракторной станции.
С 1948 года был призван в ряды Советской армии, служил срочную службу в астраханских военно-технических частях на должности автомеханика. С 1952 года после демобилизации из рядов Вооружённых Сил продолжил работать трактористом-механизатором машино-тракторной станции в колхозе села Бекетовка Вешкаймского района Ульяновской области.
С 1958 года был назначен — бригадиром тракторной бригады колхоза имени А. А. Жданова Вешкаймского района Ульяновской области. С 1966 по 1970 годы в период восьмой пятилетки бригада под руководством П. И. Тимонина добилась выдающихся результатов, добившись лидерства по сбору урожая в районе и Ульяновской области.
8 апреля 1971 года Указом Президиума Верховного Совета СССР «за выдающиеся успехи, достигнутые в сельском хозяйстве и выполнении взятых на себя обязательств» Пётр Иванович Тимонин был удостоен звания Героя Социалистического Труда с вручением Ордена Ленина и золотой медали «Серп и Молот».
С 1988 года после выхода на заслуженный отдых проживал в родном селе Бекетовка Вешкаймского района Ульяновской области. Умер 10 января 1997 года. Похоронен там же.

## Награды
- Медаль «Серп и Молот» (08.04.1971)[2][1]
- Орден Ленина (08.04.1971)[1][2]